# Пастор (епископ Асти)
Пастор (лат. Pastor; V век) — епископ Асти в середине V века.

## Биография
Наиболее ранние персоны, в средневековых исторических источниках упоминавшиеся как епископы города Асти, вероятно, или никогда не существовали, или не были главами местной епархии. О астийских епископах первой половины V века — святых Аниане Астийском и Анастасии — также сообщается только в агиографических трудах, и насколько достоверны приводимые в них сведения, неизвестно. Пастор — первый достоверно известный епископ Асти, известный из современных ему документах. Как первый глава Астийской епархии он упоминается в наиболее раннем каталоге её глав, составленном в 1605 году по приказу епископа Дж. С. Айяццы.
Единственный современный Пастору документ, в котором он упоминается — акты церковного собора, созванного епископом Евсевием в 451 году в Милане. Пастор подписал документ, одобрявший новое распоряжение папы римского Льва I Великого о двух природах Иисуса Христа, которое тот высказал в письме от 13 июня 449 года к константинопольскому патриарху Флавиану.
Следующим известным главой Астийской епархии был живший во второй половине V века епископ Майоран.

## Комментарии
1. ↑  К ним относятся, якобы, жившие в первой половине II — начале V века святые Секунд и Далмаций Астийские, мученик Эвазий I, Эвазий II, Эвазий III, Евсевий и Эвазий IV[1][2][3][4][5].